# 선샤인코스트 공항
션샤인코스트 공항(영어: Sunshine Coast Airport)은 선샤인코스트로부터 10 킬로미터 북쪽으로 떨어진 마콜리아에 위치해 있다.

## 운항 노선

### 국제선
| 항공사        | 목적지   |
| ------------- | -------- |
| 에어 뉴질랜드 | 오클랜드 |
| 제트스타      | 오클랜드 |

### 국내선
| 항공사              | 목적지           |
| ------------------- | ---------------- |
| 제트스타 항공       | 멜버른, 시드니   |
| 얼라이언스 항공     | 멜버른, 에메랄드 |
| 콴타스 링크         | 시드니           |
| 버진 오스트레일리아 | 멜버른, 시드니   |

## 연계 교통

### 도로 교통
- 렌터카
- 버스
- 자동차